# Louis Reckelbus

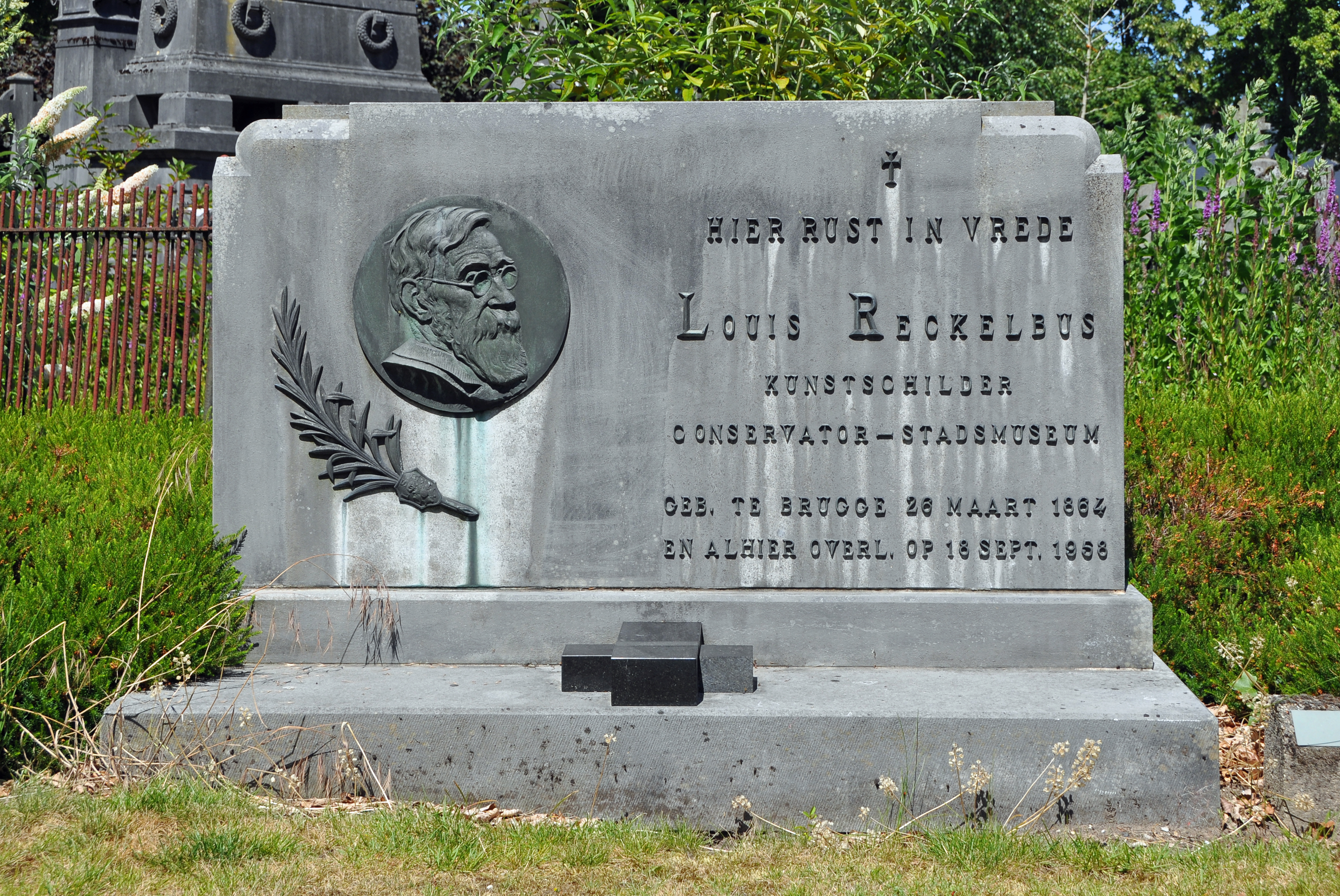
Grafmonument voor Louis Reckelbus op de Centrale Begraafplaats van Brugge

Louis Reckelbus (Brugge, 26 maart 1864 – aldaar, 18 september 1958) was een Belgisch kunstschilder en conservator van de Brugse musea.

## Levensloop
Reckelbus was een zoon van politieagent Joseph Reckelbus en van kantwerkster Anne-Thérèse Pannier.
Hij volgde de lessen in de Brugse academie, bij Edmond Van Hove en Antoon Joostens. Hij schilderde landschappen, stadsgezichten, interieurs,  marines en stillevens, voornamelijk in aquarel. 
In 1884 werd hij bediende bij de posterijen. Tijdens de Eerste Wereldoorlog week hij uit naar Saint-Ives in Cornwall.
Hij ontwikkelde zich vooral als kunstschilder, meer bepaald als aquarellist. Hij nam aan talrijke tentoonstellingen deel en verwierf een goede naam, zowel in Brugge als daarbuiten.

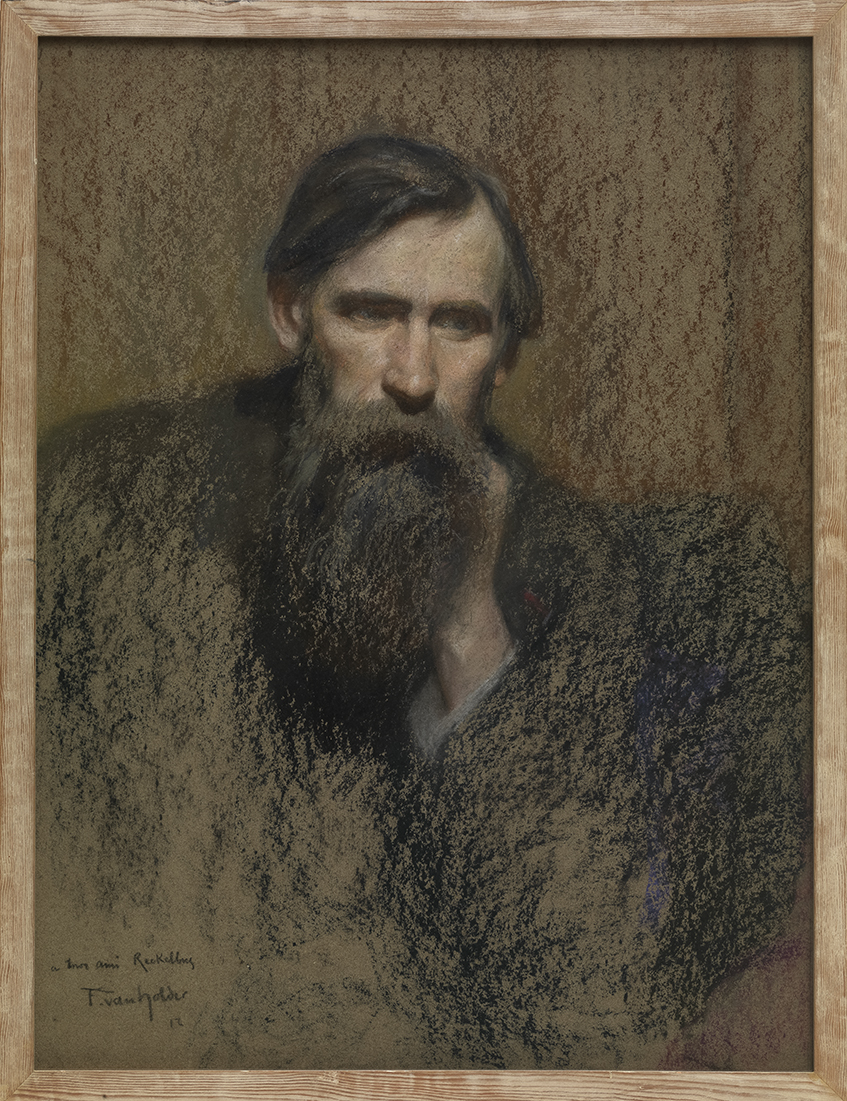
Portret van Louis Reckelbus

Zijn bescheiden beroepsactiviteit verhinderde niet dat hij reputatie verwierf als kunstenaar. Hij werd:
- Lid van het erecomité voor de Wereldtentoonstelling in Luik (1936),
- briefwisselend lid van de Koninklijke Maatschappij voor Schone Kunsten,
- lid van het Oudheidkundig Genootschap van Brugge,
- lid van de Stedelijke Commissie voor Stedenschoon,
- jurylid voor kunsttentoonstellingen in Brussel (1907, 1910, 1930), Milaan (1925), Londen (1926 en 1927), Kopenhagen (1931).
- Hij werd lid van de in 1894 gestichte kunstminnende vereniging Chat Noir.

In 1908 kocht hij het huis Westmeers 86. De buurt was heel bescheiden, maar het huis had allure. Kort na de aankoop legde Reckelbus er een vijftiende-eeuwse muurschilderij bloot. 
Hij verzorgde de illustraties in het boek Ce que c'est qu'un béguinage (1921) van kanunnik Hector Hoornaert. 
In 1930 ging hij met pensioen bij de Post en werd hij aangesteld als (onbezoldigd) conservator van de Brugse Musea, al had hij daar niet de gewenste opleiding voor. Hij bleef dit tot in 1954 en werd toen opgevolgd door de eerste beroepsconservator, Aquilin Janssens de Bisthoven.

## Tentoonstellingen
- 1890, Brugge, Tentoonstelling Brugse Kunstkring.
- 1897, Brugge, eerste individuele tentoonstelling
- 1903, Antwerpen (Kon. Maatschappij van Aanmoediging van Schone Kunsten), Tentoonstelling van waterverfschilderijen – pastels – etsen - e.a. (Hoekje van een binnenkoer in een Brugs Godshuis en Oude Burg te Brugge; beide aquarellen)
- Er volgden circa tachtig individuele of groepstentoonstellingen.

## Musea
Werk van Reckelbus is te vinden in de volgende musea:
- Brugge, Groeningemuseum
- Diksmuide, Stedelijk Museum
- Kortrijk, Stedelijk Museum
- Brussel, Koninklijke Musea voor Schone Kunsten
- Namen, Stedelijk Museum
- Musea in Engeland, Nederland, Zwitserland, Italië, Verenigde Staten en Brazilië.